# Name (上白石萌音のアルバム)
『name』（ネーム）は、上白石萌音の6枚目のアルバムであり、4枚目のオリジナル・アルバムである。2022年7月13日にユニバーサルミュージックから発売。2024年12月4日にアナログレコード版が発売される。

## 収録曲
1. I’ll be there  [3](5:07)
作詞・作曲:いしわたり淳治
作曲・編曲:末光篤
2. ジェリーフィッシュ (5:08)
作詞:ATOZI
作曲・編曲:金子隆博
3. チョイス(3:31)
作詞・作曲:キヨサク
編曲:松井朝敬（Sweet Hollywaiians）
4. スピン[4] (4:07)
作詞:上白石萌音
作曲・編曲:諸見里修
5. 懐かしい未来[5] (4:37)
作詞・作曲: 森山直太朗
編曲: 河野伸
6. 愛すべきブルー (4:36)
作詞:田中敦
作曲・編曲:川上つよし
編曲:金子隆博
7. 夕陽に溶け出して[6](5:04)
作詞・作曲・編曲:小林武史
8. Tea for Two(4:04)
作詞:Irving Caesar
作曲:Vincent Youmans
編曲:小林創、須長和宏
9. 君の名前 (3:47)
作詞・作曲・編曲: 佐藤良成

## 初回限定盤
ディスク2（DVD）　合計収録時間 
1. 夕陽に溶け出して(ミュージックビデオ)
2. 夕陽に溶け出して(メイキング映像)
3. 懐かしい未来(ミュージックビデオ)
4. 「name」アートワーク撮影(メイキング映像)

30ページのミニ写真集。

## タイアップ
| タイトル         | タイアップ                                                     | 収録曲                               |
| ---------------- | -------------------------------------------------------------- | ------------------------------------ |
| I’ll be there    | 情報ワイド・バラエティ番組『王様のブランチ』オープニングテーマ | 配信シングル「I’ll be there/スピン」 |
| 懐かしい未来     | 第100回全国高等学校サッカー選手権大会応援歌                    | 配信シングル「懐かしい未来」         |
| 夕陽に溶け出して | TBS系『News23』エンディングテーマ                              |                                      |